# Marsha Blackburn
Marsha Wedgeworth Blackburn (ur. 6 czerwca 1952, w Laurel) – amerykańska bizneswoman i polityk, członkini Partii Republikańskiej i kongreswoman ze stanu Tennessee (2003–2019).
W 2018 r. została wybrana jako pierwsza kobieta na stanowisko senatora z Tennessee.

## Biografia
Studiowała na Uniwersytecie Stanowym Missisipi do 1973 roku, gdzie otrzymała tytuł Bachelor of Science z dziedziny ekonomii domowej.
Została dyrektorem ds. mody detalicznej i wydarzeń specjalnych w firmie Castner Knott, która była regionalnym domem towarowym z Nashville. Później w 1978 roku założyła własną firmę Marketing Strategies, która koncentrowała się na rynku detalicznym oraz mediach elektronicznych i drukowanych.
W służbie publicznej zaczęła się angażować w 1995 roku, kiedy została mianowana dyrektorem wykonawczym Komisji Filmowej, Rozrywkowej i Muzycznej Tennessee. W 1998 roku została wybrana do Senatu Stanu Tennessee.
W 2002 roku została wybrana do reprezentowania 7. okręgu kongresowego stanu Tennessee, w Izbie Reprezentantów Stanów Zjednoczonych. Tutaj zasiadała w Komitecie ds. Energii i Handlu, Podkomisji ds. Telekomunikacji i Internetu, Podkomisji ds. Handlu i Ochrony Konsumentów, oraz Podkomisji ds. Nadzoru i Dochodzeń.
6 listopada 2018 r. została pierwszą kobietą wybraną do Senatu USA z Tennessee, pokonując byłego demokratycznego gubernatora stanu – Phila Bredesena.

## Życie prywatne
Marsha i jej mąż Chuck mieszkają w hrabstwie Williamson w stanie Tennessee i mają dwójkę dorosłych dzieci. Jest aktywnym członkiem swojego kościoła prezbiteriańskiego.

## Poglądy
Według GovTrack w roku 2019 jest najbardziej konserwatywnym członkiem senatu. Jest konserwatystką fiskalną i społeczną, która sprzeciwia się prawu do aborcji i ustawie Obamacare. Nie wierzy w globalne ocieplenie, ani w teorię ewolucji.